# 12612 Daumier
A 12612 Daumier (ideiglenes jelöléssel 2592 P-L) a Naprendszer kisbolygóövében található aszteroida. Cornelis Johannes van Houten,  Ingrid van Houten-Groeneveld és Tom Gehrels fedezte fel 1960. szeptember 24-én.
Nevét Honoré Daumier (1808–1879) francia szobrász, festő után kapta.